# Thermocyclops dybowskii
Thermocyclops dybowskii är en kräftdjursart som först beskrevs av Lande 1890.  Thermocyclops dybowskii ingår i släktet Thermocyclops, och familjen Cyclopidae. Arten är reproducerande i Sverige.